# Podalonia andrei
Podalonia andrei là một loài côn trùng cánh màng trong họ Sphecidae, thuộc chi Podalonia. Loài này được F. Morawitz miêu tả khoa học đầu tiên năm 1889.